# 平戸市立田平東小学校
平戸市立田平東小学校（ひらどしりつ たびらひがししょうがっこう、Hirado City Tabira Higashi Elementary School）は、長崎県平戸市田平町下亀免にある公立小学校。略称は「東小」（ひがししょう）。

## 概要
歴史
1874年（明治7年）に開校した「亀淵小学校」を前身とする。2009年（平成21年）に創立135周年を迎えた。
校訓
「やさしく、かしこく、たくましく」
校章
桜の花を背景にしており、中央に「東小」（縦書き）の文字を置いている。
校歌
3番まであり、各番に校名の「東」が登場し、「その名は東わが母校」で終わる。
校区
中学校区は平戸市立田平中学校。

## 沿革
正史
- 1874年（明治7年）10月6日 - 学制に基づき、円通寺の一部を校舎とし、「亀淵小学校」を創立。
- 1886年（明治19年）7月 - 小学校令により、「田平尋常小学校」と改称。修業年限を4ヶ年とする。
- 1918年（大正7年）4月 - 高等科を併置し、「田平尋常高等小学校」と改称。
- 1921年（大正10年）- 学校の東側に運動場を整備。
- 1935年（昭和10年）4月1日 - 青年学校令により、田平青年学校を附設。
- 1941年（昭和16年）4月1日 - 国民学校令により、「田平村立国民学校」と改称。尋常科を初等科とする。
- 1947年（昭和22年）4月1日 - 学制改革（六・三制の実施）
  - 旧・国民学校の初等科を改組し、「田平村立田平小学校」とする。
  - 旧・国民学校の高等科を改組し、「田平村立田平中学校[2]」とし、旧・田平青年学校校舎を使用。
- 1954年（昭和29年）4月1日 - 田平村と南田平村の2村が合併・町制施行の上、田平町が発足したことにより、「田平町立東小学校」と改称。
- 1967年（昭和42年）9月 - 運動場を拡張。新校舎敷地が整備。
- 1968年（昭和43年）3月 - 鉄筋コンクリート造2階建ての新校舎が完成。
- 1969年（昭和44年）12月 - 新校舎に4教室を増築。
- 1971年（昭和46年）3月 - 新体育館・体育倉庫が完成。
- 1975年（昭和50年）10月 - プールが完成。
- 2005年（平成17年）10月1日 - 田平町が平戸市に編入されたことにより、「平戸市立田平東小学校」（現校名）に改称。
- 2006年（平成18年）7月 - 新校旗が完成。

## 交通アクセス
最寄りの鉄道駅
- 松浦鉄道（MR）西九州線 「中田平駅」

最寄りのバス停
- 西肥バス 「下亀」バス停

最寄りの道路
- 国道204号（唐津街道）沿い

## 周辺
- 平戸警察署下亀警察官駐在所
- 東田平郵便局
- 平戸市田平町民センター東支館
- 花園保育園
- 円通寺